# Paul Wilbur
Paul Robert Wilbur (Jacksonville, 18 de janeiro de 1951) é um cantor, compositor e líder de louvor estadunidense de música judaico-messiânica. É conhecido nos Estados Unidos e em Israel, países onde consolidou sua carreira, e também no Brasil por trabalhar com o grupo Diante do Trono, liderado por Ana Paula Valadão no álbum Shalom Jerusalém e as cantoras Aline Barros e Cristina Mel.

## Discografia
- Harvest (1979)
- Morning Sun (1981)
- Israel's Hope (1985)
- Arise O Lord (com Israel's Hope) (1987)
- Up to Zion (1991)
- Shalom Jerusalem (1995)
- Holy Fire (1997)
- Jerusalem Arise! (1999)
- Fuego Santo (1999)
- Levántate Jerusalém (1999)
- Shalom Jerusalém com Ana Paula Valadão (2000)
- Celebración En Sión (2000)
- Más De Ti (com Don Moen e Aline Barros) (2000)
- Lion of Judah (2001)
- Leon De Juda (2001)
- Pray for the Peace of Jerusalem (2002)
- Levanta-te Jerusalém! com Cristina Mel (2002)
- The Watchman (2005)
- El Shaddai (2005)
- Worship from the Heart of Israel (2006)
- Praise Adonai (2007)
- Live: A Night of Extravagant Worship (2008)
- Desert Rain (2010)
- Lluvia en el Desierto (2010)
- Your Great Name (2013)
- Tu Gran Nombre (2013)
- Ultimate Collection (2014)
- Colección (2014)
- Forever Good (2016)
- Por Siempre Fiel (2016)
- Roar From Zion (2019)
- Desde Sión (2019)
- Selah: Instrumental Worship (2020)